# Diversitat lingüística

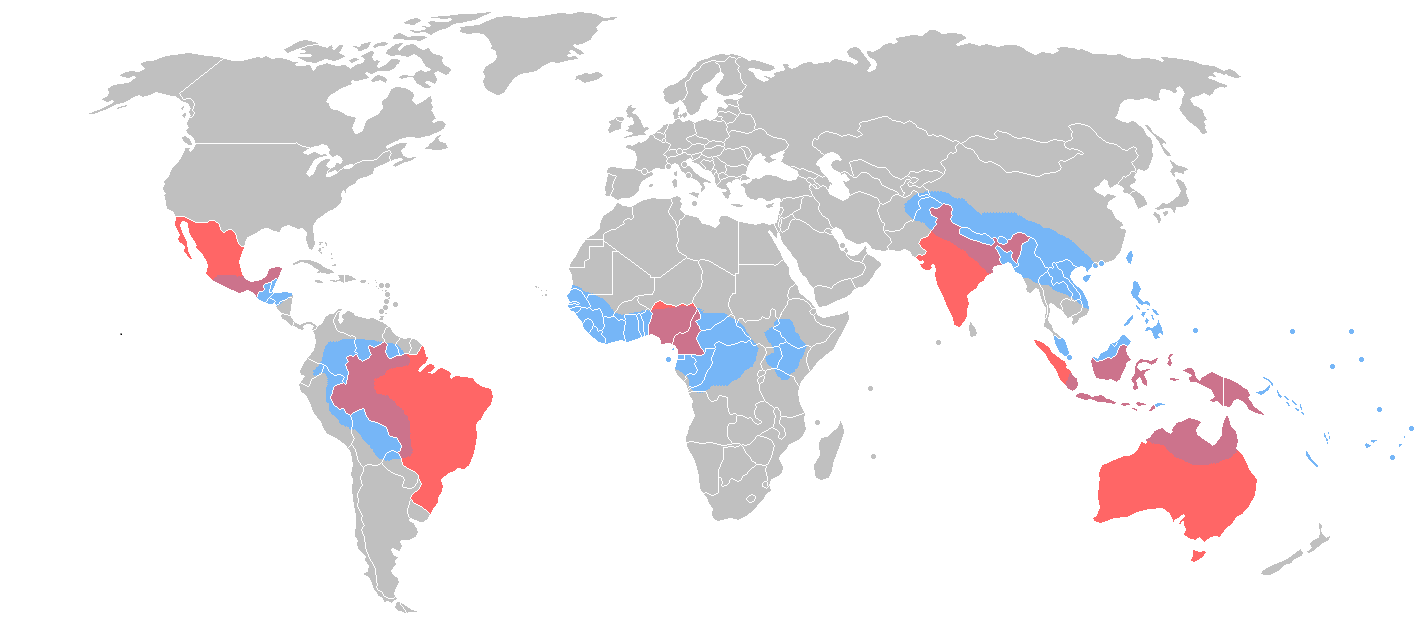
En vermell els 8 països més diversos lingüísticament, més del 50% de les llengües del món es parlen a llur territori. En blau les regions geogràfiques de major diversitat lingüística del planeta.

La diversitat lingüística, també anomenada pluralitat lingüística, és una situació de convivència entre dues o més llengües en un mateix territori. Al món hi ha unes 6.000 llengües; segons la UNESCO, la meitat d'elles estan en perill de desaparèixer. La diversitat lingüística pot arribar al caos lingüístic que és pràcticament inevitable que condicioni la pau i tingui una part de responsabilitat en algunes guerres. La majoria de persones es comuniquen amb el seu entorn amb la seva llengua materna. Aquest fet sumat al poc contacte personal que normalment hi ha entre països, pot provocar que sense conèixer la realitat dels altres països es creïn estereotips, la major part dels cops, negatius.
La varietat lingüística és innegable i també ho són els problemes que pot arribar a causar. Per solucionar aquests problemes lingüístics s'han utilitzat dues solucions:
1. Interpretació oral i traducció escrita
2. Ús d'una llengua comuna

La interpretació es basa en el fet que algunes persones dominin dues llengües (o més) d'una manera correcta. La interpretació implica que dues persones es comuniquin a través de la traducció d'una tercera. La traducció es basa en el mateix que la interpretació, l'única diferència és que la traducció és escrita i, per tant, no immediata; això implica que el traductor disposi de més temps per aconseguir trobar una millor traducció.
Els costos que comporten totes les interpretacions i traduccions a nivell d'organitzacions internacionals (ONU, UNESCO, Parlament Europeu…) són molt elevats. Els intèrprets i traductors de les organitzacions internacionals representen entre un quart (ONU) i un terç (Parlament Europeu) dels treballadors d'aquests organismes. Amb l'aparició dels ordinadors es van tenir esperances d'una traducció automàtica i un altre cop s'hi van invertir grandíssimes sumes per investigar-ho. Amb la crisi i el retall en pressupostos, s'han de buscar altres solucions i la que més gent ha vist possible: buscar una llengua comú.
Al llarg de la història, algunes llengües s'han fet internacionals en més o menys territoris. A l'Imperi Romà, el llatí era la llengua de l'administració, el vehicle de comunicació i la llengua de cultura. Al mateix moment, el grec també era llengua de cultura. Del llatí van sorgir les diferents llengües romàniques. Els imperis recents també han imposat la seva llengua que ha acabat substituint la llengua originària del lloc. Per norma general, quan un poble conquereix un altre, la llengua del conqueridor s'imposa a la llengua del conquerit, aquesta última es converteix en llengua de baixa categoria social i fins i tot pot morir.
En tots els camps es poden trobar barreres lingüístiques. La major part dels contactes que es tenen amb altres llengües es duen a terme amb un nivell molt baix perquè el coneixement de l'altra llengua acostuma a ser bastant bàsic, ja que els participants no tenen una eina comuna per comunicar-se.